# Dajabón (miasto)
Dajabón – miasto w Dominikanie; stolica prowincji Dajabón. Położone przy granicy z Haiti, od którego dzieli rzeka Dajabón. Dawny ośrodek ceremonialny Tainów. W mieście znajduje się port lotniczy Dajabón.
W 2010 roku liczba mieszkańców wyniosła 25 245.